# Poor Law (1601)
Fattiglagen även kallad Elizabethan Poor Law var en samling lagar som var till för att hjälpa fattiga människor. Det var de första lagarna som fanns på det området. Lagarna kom till i England under 1563, 1572, 1576 och 1597, men slogs ihop 1601 under tiden då Elizabeth I var regerande drottning. Lagen fick därav namnet Elizabethan Poor Law (1601).
Fattiglagen kom till efter reformationen för att människor inte längre kände sig skyldiga att hjälpa mer behövande. Innan dess kände de kristna en moralisk skyldighet att hjälpa till med att bland annat ge de hungriga mat, ge de törstiga något att dricka, ta emot främlingar med öppna armar, skänka kläder till de utan, ta hand om de sjuka, besöka människor i fängelser samt begrava de döda.

## Lagens funktion
Under tiden då fattiglagen gällde fanns det hjälp i två olika former. I arbetshus, där arbetslösa arbetade och fick hjälp, och utomhushjälp som kunde vara exempelvis pengar, mat eller kläder. Eftersom det var dyrt att bygga arbetshus så var utomhushjälp den vanligaste formen. Med utomhushjälp menades hjälp för dem som var oförmögna att arbeta, till exempel äldre eller sjuka (så kallade impotentfattiga).
För första gången delade man, i samband med Fattiglagen, in de fattiga i tre olika kategorier. Dessa kategorier var ”de impotenta”, ”de frivilligt arbetslösa" och "de ofrivilligt arbetslösa".
Med de impotenta menades de gamla, sjuka och barn. Dessa skulle bli omhändertagna av antingen ålderdomshem, fattighus, sjukhus eller barnhem. Detta var för att de inte ansågs kapabla att ta hand om sig själva. Barn till fattiga föräldrar skulle få en lärlingsutbildning. Detta för att de skulle kunna försörja sig själva senare i livet.
Frivilligt arbetslösa var människor som kunde arbeta men valde att inte göra det. Befolkningen såg dessa människor som lata, och de skulle därför bli straffade. Antingen genom gatulopp, hus där de tillrättavisades eller till och med till fängelse.
De ofrivilligt arbetslösa var de i samhället som ville, men inte kunde, få anställning. Dessa människor fick stöd i form av arbete med tillhörande lön på till exempel industrihus.

## Följder
När lagen hade existerat i några kom det upp kritik mot den. Ett argument för att avskaffa lagen var att den skulle förvränga arbetsmarknaden.
Lagen fanns kvar länge och en förnyad version kom till år 1834.